# Amphoe Tha Yang
Amphoe Tha Yang (Thai: อำเภอท่ายาง) ist ein Landkreis (Amphoe – Verwaltungs-Distrikt) im südlichen Teil der Provinz Phetchaburi. Die Provinz Phetchaburi liegt im südwestlichen Teil der Zentralregion von Thailand.

## Geographie
Benachbarte Distrikte (von Norden im Uhrzeigersinn): die Amphoe Mueang Phetchaburi, Ban Lat, Kaeng Krachan der Provinz Phetchaburi, Amphoe Hua Hin der Provinz Prachuap Khiri Khan, Amphoe Cha-am wiederum aus der Provinz Phetchaburi sowie der Golf von Thailand.

## Geschichte
Dieser Landkreis wurde 1910 von der Regierung 1910 unter dem Namen Yang Yong eingerichtet. 
Ursprünglich war der westliche Teil des Bezirks, der heute zum Amphoe Kaeng Krachan gehört, ein bergiges, von dichtem Wald bestandenes Gebiet. Der Wald bestand hauptsächlich aus Makha- (Afzelia xylocarpa), Takhian- (Eisenholz, Hopea odorata) und Yang-Bäumen (Gardschan-Balsam, Dipterocarpus alatus). Daher wurde der Distrikt 1939 in Tha Yang (wörtl. Pier der Yang-Bäume) umbenannt.

## Verwaltung

### Provinzverwaltung
Der Landkreis Tha Yang ist in zwölf Tambon („Unterbezirke“ oder „Gemeinden“) eingeteilt, die sich weiter in 119 Muban („Dörfer“) unterteilen.
| Nr.  | Name         | Thai      | Muban | Einw.  |
| ---- | ------------ | --------- | ----- | ------ |
| 01.  | Tha Yang     | ท่ายาง     | 10    | 18.085 |
| 02.  | Tha Khoi     | ท่าคอย     | 11    | 12.483 |
| 03.  | Yang Yong    | ยางหย่อง   | 05    | 03.616 |
| 04.  | Nong Chok    | หนองจอก   | 14    | 07.429 |
| 05.  | Map Pla Khao | มาบปลาเค้า | 11    | 03.958 |
| 06.  | Tha Mai Ruak | ท่าไม้รวก   | 13    | 09.058 |
| 07.  | Wang Khrai   | วังไคร้     | 10    | 05.235 |
| 011. | Klat Luang   | กลัดหลวง   | 11    | 07.005 |
| 012. | Puek Tian    | ปึกเตียน    | 04    | 02.043 |
| 013. | Khao Krapuk  | เขากระปุก  | 14    | 07.496 |
| 014. | Tha Laeng    | ท่าแลง     | 10    | 05.990 |
| 015. | Ban Nai Dong | บ้านในดง   | 06    | 02.785 |

### Lokalverwaltung
Es gibt vier Kommunen mit „Kleinstadt“-Status (Thesaban Tambon) im Landkreis:
- Tha Mai Ruak (Thai: เทศบาลตำบลท่าไม้รวก) bestehend aus dem kompletten Tambon Tha Mai Ruak.
- Tha Yang (Thai: เทศบาลตำบลท่ายาง) bestehend aus dem kompletten Tambon Tha Yang und Teilen des Tambon Tha Khoi.
- Nong Chok (Thai: เทศบาลตำบลหนองจอก) bestehend aus Teilen des Tambon Nong Chok.
- Tha Laeng (Thai: เทศบาลตำบลท่าแลง) bestehend aus dem kompletten Tambon Tha Laeng.

Außerdem gibt es neun „Tambon-Verwaltungsorganisationen“ (องค์การบริหารส่วนตำบล – Tambon Administrative Organizations, TAO)
- Tha Khoi (Thai: องค์การบริหารส่วนตำบลท่าคอย) bestehend aus Teilen des Tambon Tha Khoi.
- Yang Yong (Thai: องค์การบริหารส่วนตำบลยางหย่อง) bestehend aus dem kompletten Tambon Yang Yong.
- Nong Chok (Thai: องค์การบริหารส่วนตำบลหนองจอก) bestehend aus Teilen des Tambon Nong Chok.
- Map Pla Khao (Thai: องค์การบริหารส่วนตำบลมาบปลาเค้า) bestehend aus dem kompletten Tambon Map Pla Khao.
- Wang Khrai (Thai: องค์การบริหารส่วนตำบลวังไคร้) bestehend aus dem kompletten Tambon Wang Khrai.
- Klat Luang (Thai: องค์การบริหารส่วนตำบลกลัดหลวง) bestehend aus dem kompletten Tambon Klat Luang.
- Puek Tian (Thai: องค์การบริหารส่วนตำบลปึกเตียน) bestehend aus dem kompletten Tambon Puek Tian.
- Khao Krapuk (Thai: องค์การบริหารส่วนตำบลเขากระปุก) bestehend aus dem kompletten Tambon Khao Krapuk.
- Ban Nai Dong (Thai: องค์การบริหารส่วนตำบลบ้านในดง) bestehend aus dem kompletten Tambon Ban Nai Dong.